# Chloracetamid
Chloracetamid (2-chloracetamid, funkční vzorec ClCH2CONH2) je organická sloučenina používaná jako herbicid a konzervant. Jedná se o bezbarvé až žluté krystaly charakteristického zápachu, mírně rozpustné ve vodě.

## Rizika
Chloracetamid je toxický při požití, dráždí oči a kůži, může vyvolat alergickou reakci. Je podezřelý z reprodukční toxicity a teratogenity. Při zahřátí nad 225 °C se rozkládá, může tvořit jedovaté plyny včetně chloru a oxidů dusíku.